# Il tunnel sottomarino
Il tunnel sottomarino è un romanzo fantascientifico avventuroso ucronico di Luigi Motta pubblicato nel 1912.

## Storia editoriale
La prima edizione apparve a Milano per Fratelli Treves Editori nella collana Romanzi d'avventure per la gioventù, con quarantacinque illustrazioni di Gennaro Amato. 
Una riduzione in due parti fu stampata da L'Italica nel 1920. 
Seguì un'edizione economica a dispense per la Casa Editrice Sonzogno nel 1927, ristampata in volume dalla S.A.D.E.L. nel 1935.
Il romanzo è stato tradotto in più lingue.

## Trama
Il geniale ingegnere Adrien Géant progetta un tunnel sottomarino transatlantico che colleghi l'Europa agli Stati Uniti.
Durante i lavori emergono minacce esterne: pirati moderni, sottomarini armati e complotti industriali, cui si aggiunge la scoperta di rovine attribuite ad Atlantide.
Un antagonista provoca il crollo di alcuni segmenti dell'opera, costringendo Géant a un drammatico intervento subacqueo per salvare operai e finanziatori prima dell'inaugurazione ufficiale.

## Critica
The Cambridge History of Science Fiction inserisce Il tunnel sottomarino fra i romanzi europei che, prima del 1914, speculano su grandi opere ingegneristiche come il traforo transatlantico.
È stato lungamente considerato - a partire dalla critica anglosassone - il primo esempio di romanzo ucronico italiano e presenta una divergenza della storia dal 1924.

## Edizioni
- Il tunnel sottomarino, collana Romanzi d'avventure per la gioventù, illustrazioni di Gennaro Amato, Milano, Fratelli Treves Editori, 1912.
- Il tunnel sottomarino, 1a parte, Milano, Società Editrice L'Italica, 1920.
  -  L'isola di ferro, 2a parte, Milano, Società Editrice L'Italica, 1920.
- Il tunnel sottomarino, a dispense, Milano, Casa Editrice Sonzogno, 1927.
- Il tunnel sottomarino, Milano, Edizioni S.A.D.E.L., 1935.

### Traduzioni
- (ES) El túnel submarino, collana Viajes y Aventuras, traduzione di Antonio Guardiola, Barcelona, Editorial Maucci.
- (PT) O túnel submarino, traduzione di Ana de Castro Osorio; Miguel Osorio de Castro, Lisboa, João Romano Torres & C..
- (FR) Le Tunnel sous-marin, traduzione di Jean Clairsange, Paris, Tallandier, 1926.
- (FR) Le Tunnel sous-marin, collana Le Livre national – Grandes aventures – Voyages excentriques, 1ʳᵉ série bleu n. 138, traduzione di Jean Clairsange, Paris, Le Livre national, 1927.
- (FR) La Vengeance de Mac Roller, collana Le Livre national – Grandes aventures – Voyages excentriques, 1ʳᵉ série bleu n. 139, traduzione di Jean Clairsange, Paris, Le Livre national, 1927.
- (CS) Podmořský tunel, traduzione di Václav Hanus, Praha, Jos. R. Vilímek, 1927.
- (CS) Podmořský tunel, traduzione di Václav Hanus, Praha, Jos. R. Vilímek, 1933.
- (FR) Le Tunnel sous-marin, collana Les Meilleurs romans d'aventures n. 13, traduzione di Jean Clairsange, Paris, Tallandier, 1937.
- (ES) El túnel submarino, collana Los Grandes de la Aventura n. 2, 1974.